# Тарзан і золотий лев (фільм)
Тарзан і золотий лев (англ. Tarzan and the Golden Lion) — американський пригодницький бойовик режисера Дж. П. Макґовена 1927 року.

## Синопсис
Банда грабіжників викрадає сестру Тарзана Бетті і вирушає з нею в джунглі на пошуки храму наповненого алмазами, взявши її як заручницю. Тарзан приймає виклик і вирушає на їхні пошуки разом зі своїм левом Джаба. У цьому йому допомагають воїни племені Вазарі. Але грабіжники не підозрюють, що їх чекає зустріч з іншим войовничим племенем, яке відібравши у них Джейн, збирається принести її в жертву своєму богу.

## У ролях
- Джеймс Пірс — Тарзан
- Фредерік Пітерс — Естебан Міранда
- Една Мерфі — Бетті Грейсток
- Гарольд Ґудвін — Джек Бредлі
- Дороті Данбар — леді Грейсток
- Д'Арсі Корріген — Вісімбо
- Борис Карлофф — Оваза
- Роберт Болдер — Джон Піблз